# Mansie-Lindern
Mansie-Lindern ist ein Ortsteil im Südwesten von Westerstede, der Kreisstadt des niedersächsischen Landkreises Ammerland. Er besteht aus den Dörfern Mansie und Lindern und hat etwa 400 Einwohner.

## Geschichte
Mansie und Lindern sind wie viele andere Eschdörfer in der Region seit der Karolingerzeit, also ab dem 9. oder 10. Jahrhundert durchgängig besiedelt. Bei systematischen archäologischen Grabungen in der Mitte des 20. Jahrhunderts wurden in Mansie aber weitaus ältere Siedlungsspuren gefunden. So gab es am Rande des Mansier Eschs eine Siedlung aus der vorrömischen Eisenzeit zwischen dem 9. vorchristlichen Jahrhundert und Christi Geburt (Hallstatt- oder Latènezeit), und während der römischen Kaiserzeit befand sich etwas höher auf dem Esch eine Siedlung, die vermutlich den Chauken zuzuordnen ist.
In Mansie, früher auch Mansingen befand sich ab dem 13. Jahrhundert unweit des alten Heerwegs von Oldenburg über Apen nach Leer die Burg Mansingen. Diese Motte mit Zügen einer Gräftenburg war eine von mehreren Schutzwehren, die die Grafen von Oldenburg an den Grenzen des Ammerlandes zum Schutz vor Überfällen der benachbarten Ostfriesen anlegen ließen. Sie war der Stammsitz der Ritter von Mansingen, die urkundlich von 1226 bis 1425 nachweisbar sind. Nach dem vermutlichen Erlöschen der Familie nach diesem Zeitpunkt scheint auch die Burg verfallen zu sein. Von ihr sind heute nur noch die Wallanlagen und der ehemalige Burgplatz erhalten. Das Gelände steht seit 2003 unter Landschaftsschutz.

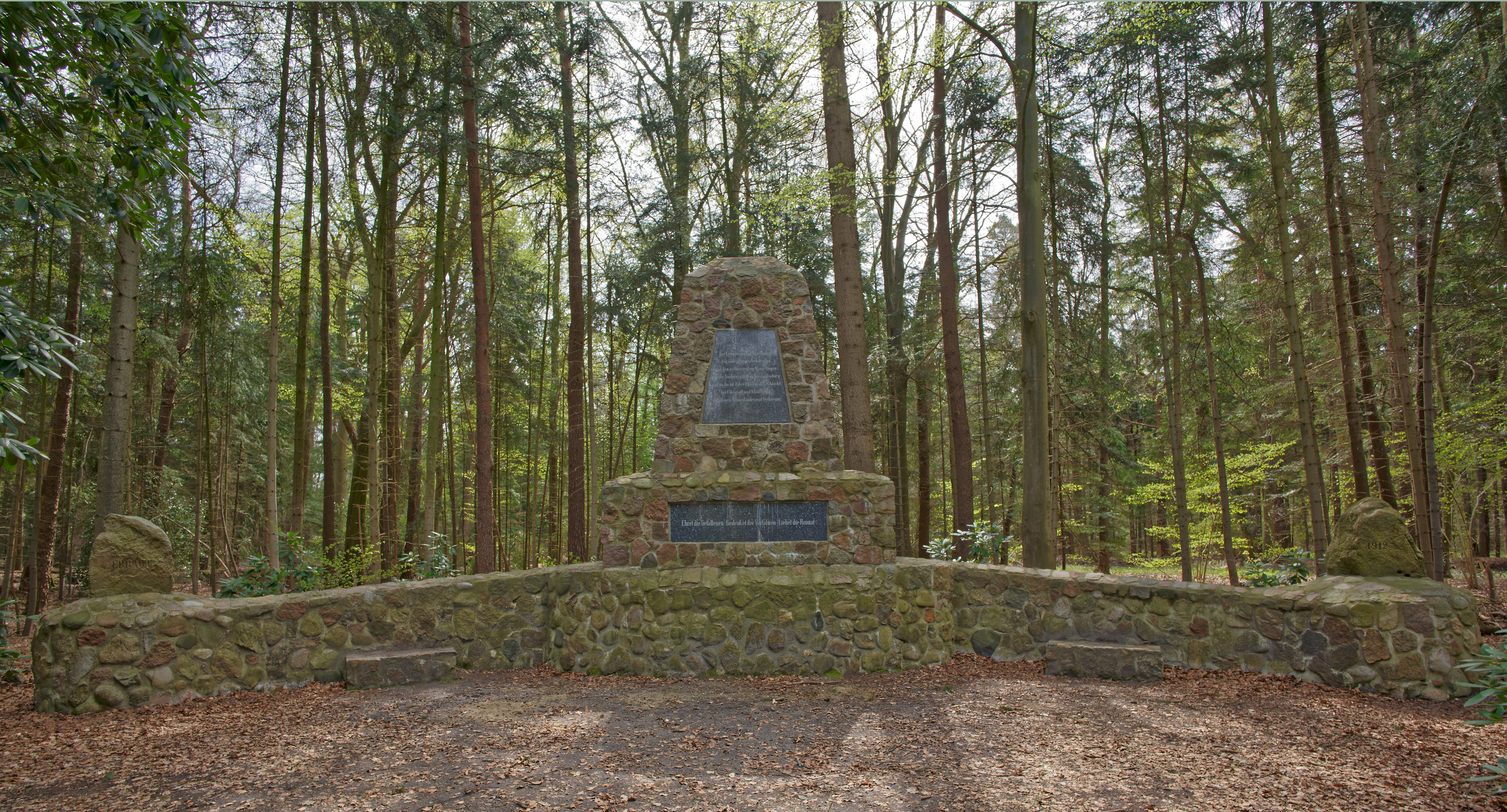
Friesendenkmal im Seggernford

Im Jahr 1457 kam es dann zu Kämpfen an der ammerländisch-ostfriesischen Grenze. Im Januar fiel Ulrich Cirksena, später Graf Ulrich I. von Ostfriesland, in das Ammerland ein und verbrannte Apen. Zur Vergeltung überfiel Graf Gerd der Mutige von Oldenburg seinerseits die ostfriesischen Dörfer Hollen und Detern. Daraufhin zogen wiederum die Ostfriesen gegen das Ammerland und plünderten und zerstörten Westerstede, Linswege, Hüllstede, Mansie und Lindern. Am 28. März 1457 lauerten schließlich Ammerländer Bauern den auf dem Rückzug befindlichen Ostfriesen im Seggernford, den der Heerweg zwischen Mansie und Fikensolt durchquerte, auf und schlugen die Ostfriesen vernichtend. 1912 wurde im Seggernford das „Friesendenkmal“ zum Gedenken an die Gefallenen dieser Schlacht errichtet.
Die weitere Entwicklung der beiden Dörfer ist seitdem landwirtschaftlich geprägt. 1677 wurde in Mansie die erste Schule gegründet. 1679 gab es in Mansie laut Contributionenregister der Grafschaft Oldenburg neun Hausmann- und eine Köterstelle. Die älteste Hofstelle wurde 1382 erstmals urkundlich erwähnt. Für Lindern verzeichnet das Contributionenregister vier Hausmannstellen, davon die älteste nachweisbare aus dem Jahr 1428.
Seit 1969 befindet sich in Mansie eine Mülldeponie, die bis 1975 von der Gemeinde Westerstede und seitdem vom Landkreis Ammerland betrieben wird.
Der aktuelle Bezirksvorsteher von Mansie-Lindern ist Herbert Hobbje.